# Кумульовані подвійні зв'язки
Кумульо́вані подві́йні зв'язки́ (рос. кумулированные двойные связи, англ. cumulative double bonds) — подвійні  зв'язки в ланцюзі, коли принаймні три атоми C послідовно з'єднані подвійними зв‘язками: С=С=С.
Найпростіші сполуки з кумульованими зв'язками: пропадієн,  H2C=C=CH2, діоксид вуглецю, O=C=O, кетен [H2C=C=O].
Для хімічних сполук з такими зв'язками є загальна назва кумулени.

Колекція простих аленів і кумуленів. Зліва направо: пропадієну (алену), кумулени, бута-1,2-дієну, пента-2,3-дієну.